# Buranowskije Babuszki
Buranowskije Babuszki (ros. Бурановские бабушки, udmurcki Брангуртысь песянайёс, IPA: brangurˈtɨɕ peɕanaj'jos, przybliżona polska wymowa: [brangur'tyś pesianaj'jos]) – udmurcki zespół folklorystyczny, pochodzący ze wsi Buranowo w rejonie małopurginskim (ok. 30 km od Iżewska i 34 km od Sarapuła), reprezentant Rosji podczas 57. Konkursu Piosenki Eurowizji w 2012 roku, na którym zajął drugie miejsce w finale.
Fenomen Buranowskich Babuszek stał się tematem komentarzy zarówno rodzimych, jak i zachodnich mediów. Zdania o twórczości i działalności zespołu są podzielone: z jednej strony uważa się, że twórczość Buranowskich Babuszek wnosi oryginalność do show biznesu, z drugiej zaś, w kręgach artystycznych zespół podaje się jako przykład na wchłanianie kultury ludowej przez współczesną kulturę masową.

## Historia zespołu
Zespół został utworzony w latach siedemdziesiątych XX wieku. Do początku XXI wieku występował lokalnie. W 2008 roku Buranowskije Babuszki zostały zauważone podczas występu w filharmonii udmurckiej z okazji Dnia Języka Ojczystego. Na występie zespół zaśpiewał udmurckie wariacje piosenek z repertuaru Borisa Griebienszczikowa i Wiktora Coja. Grupa nagrała kilka coverów, z tym piosenki: „Yesterday”, „Let It Be” (zespołu The Beatles), „Smoke on the water” (Deep Purple), „Hotel California” (Eagles), „Zwiezda po imieni Sołnce” („Звезда по имени Cолнце” zespołu Kino), „I Am Beautiful”, „Snieg-snieżok” („Снег-снежок”), „Chiborio” i „Babuszki-staruszki” („Бабушки-старушки”).
W 2010 roku Buranowskije Babuszki wzięły udział w krajowych eliminacjach do 55. Konkursu Piosenki Eurowizji, plasując się na trzecim miejscu z utworem „Dlinnaja-dlinnaja bieriesta i kak sdiełat' iz niejo ajszon” („Длинная-длинная береста и как сделать из нее айшон”).
Dwa lata później w krajowych selekcjach do 57. Konkursu Piosenki Eurowizji zespół zajął pierwsze miejsce z udmurcko-angielską propozycją „Party for Everybody”, zostając tym samym reprezentantem Rosji. Grupa wystąpiła z czternastym numerem startowym w pierwszym półfinale konkursu, który odbył się 22 maja 2012 roku. Wygrywając półfinał, Buranowskije Babuszki awansowały do finału, podczas którego zajęły ostatecznie drugie miejsce, przegrywając jedynie z reprezentantką Szwecji – Loreen. W finale, na czterdzieści jeden upoważnionych do głosowania krajów, aż czterdzieści przyznało zespołowi jakiekolwiek punkty (na zespół nie zagłosowała tylko Szwajcaria).

## Skład zespołu
Według stanu na 2024 rok zespół składa się z 5 członkiń:
- Grania Iwanowna Bajsarowa (Граня Ивановна Байсарова), ur. 12 czerwca 1949[7],
- Alewtina Giennadjewna Biegiszewa (Алевтина Геннадьевна Бегишева), ur. 3 lutego 1958[7] (według innych źródeł 3 marca 1958[10]),
- Zoja Siergiejewna Dorodowa (Зоя Сергеевна Дородова), ur. 15 kwietnia 1940,
- Galina Nikołajewna Koniewa (Галина Николаевна Конева), ur. 15 października 1938,
- Walentina Siemionowna Piatczenko (Валентина Семёновна Пятченко), ur. 21 października 1937,

Pozostałymi członkiniami zespołu były:
- Jelizawieta Filippowna Zarbatowa (Елизавета Филипповна Зарбатова; 1926), która zmarła 13 stycznia 2014 roku[11],
- Natalja Jakowlewna Pugaczowa (Наталья Яковлевна Пугачёва), ur. 28 października 1935, która zmarła 26 października 2019 roku[12],
- Jekatierina Siemionowna Szklajewa (Екатерина Семёновна Шкляева), ur. 2 listopada 1937, która zmarła 23 lipca 2024[7][13],

Wraz z zespołem współpracują:
- Olga Nikołajewna Tuktariewa (Ольга Николаевна Ту́ктарева), ur. 26 kwietnia 1968 - kierownik artystyczny zespołu,
- Nikołaj Grigorjewicz Zarbatow (Николай Григорьевич Зарбатов), ur. 10 marca 1956 – akompaniator zespołu,
- Marija Nikołajewna Tołstuchina (Мария Николаевна Толстухина), ur. 7 kwietnia 1962 – administrator zespołu,
- Ksienija Igoriewna Rubcowa (Ксения Игоревна Рубцова) – producent, dyrektor „Domu Ludmiły Zykinej” („Дом Людмилы Зыкиной”).

W Konkursie Piosenki Eurowizji 2012 wzięły udział: Pugaczowa, Szklajewa, Piatczenko, Koniewa, Bajsarowa, Tuktariewa.